# Dendronephthya marenzelleri
Dendronephthya marenzelleri is een zachte koraalsoort uit de familie Nephtheidae. De koraalsoort komt uit het geslacht Dendronephthya. Dendronephthya marenzelleri werd in 1905 voor het eerst wetenschappelijk beschreven door Kükenthal. 